# قطعنامه ۵۸۱ شورای امنیت
قطعنامه ۵۸۱ شورای امنیت سازمان ملل متحد که در تاریخ ۱۳ فوریه ۱۹۸۶ تصویب شد، سندی بین‌المللی دربارهٔ آفریقای جنوبی است. این قطعنامه طی نشست ۲۶۶۲ام با ۱۳ موافق، ۰ مخالف و ۲ ممتنع تصویب شد.